# انوشیروان نوریان
انوشیروان نوریان (۱۳۵۱ در قائم‌شهر) مشتزن ایرانی و تنها بوکسور تاریخ ورزش ایران است که سابقهٔ حضور در سه دوره مسابقات المپیک را دارد. او در المپیک ۱۹۹۲ در بارسلون در نبرد اول برابر حریف ایتالیایی شکست خورد و حذف شد. او در بازی‌های آسیایی ۱۹۹۴ در هیروشیما موفق به کسب مدال برنز شد.
در المپیک سیدنی اما به‌دلیل مثبت شدن تست دوپینگ محروم شد و البته در المپیک آتن هم در تیم بوکس استرالیا، لقب تنها بوکسور قارهٔ اقیانوسیه در المپیک را داشت. او سابقهٔ یک سال قهرمانی قارهٔ آسیا، دو سال نایب قهرمانی آسیا و شش سال قهرمانی ملی را دارد.

## حاشیه‌ها
نوریان و محمد رحیمی تنها نمایندگان بوکس ایران در بازی‌های المپیک تابستانی ۲۰۰۰ سیدنی به حساب می‌آمدند. هر چند اصلاً کار آن‌ها به رفتن روی رینگ نکشید و هر دو به خاطر مثبت درآمدن تست دوپینگ از دهکدهٔ ورزشکاران در سیدنی اخراج شدند. البته اخراج او یک اتفاق دیگر را هم به دنبال داشت و او دیگر به کاروان ورزشی ایران بازنگشت و پناهندگی کشور استرالیا را گرفت.
وی در سال ۱۳۸۶ برای مدتی به ایران بازگشت. در سال ۱۳۹۴ نوریان در دادگاهی در استرالیا متهم شد، در فاصلهٔ ماه فوریهٔ ۲۰۱۴ تا فوریهٔ ۲۰۱۵، در قاچاق محموله‌های بزرگ سودوافدرین (جهت تولید مواد مخدر) به این کشور دست داشته‌است.